# Dzintars Sproģis
Dzintars Sproģis, né le 13 mai 1971 en Lettonie, est un footballeur international letton. Il évolue au poste de défenseur de la fin des années 1980 au début des années 2000.

## Biographie

### Carrière internationale
Dzintars Sproģis compte 23 sélections avec l'équipe de Lettonie entre 1992 et 1998. 
Il est convoqué pour la première fois par le sélectionneur national Jānis Gilis pour un match amical contre la Roumanie le 8 avril 1992 (défaite 2-0). Il reçoit sa dernière sélection le 26 juin 1998 contre Andorre (victoire 2-0).